# Lena Philipssonová
Lena Philipssonová, celým jménem Maria Magdalena Philipssonová (* 19. ledna 1966 Vetlanda), je švédská zpěvačka pop music, hudební skladatelka a televizní moderátorka, známá pod pseudonymem Lena Ph.
V showbusinessu se pohybuje od roku 1982, kdy uspěla v talentové soutěži New Faces. Účinkovala v muzikálech, s Michaelem Boltonem nazpívala v roce 1989 duet „How Am I Supposed to Live Without You“. Na Melodifestivalen vystoupila čtyřikrát jako zpěvačka a dvakrát se zúčastnila jako autorka. S písní „It Hurts“ reprezentovala Švédsko na mezinárodní soutěži Eurovision Song Contest 2004, kde obsadila páté místo (její vystoupení bylo ve švédských médiích kritizováno kvůli provokativnímu tanci s mikrofonem). V tomtéž roce se její album Det gör ont en stund på natten men inget på dans dostalo na pět týdnů do čela žebříčku Sverigetopplistan a stalo se dvakrát platinovou deskou.
Jejím manželem byl v letech 1993 až 2002 herec a režisér Måns Herngren.
V květnu 2024 se stala členkou švédské skupiny Roxette.

## Diskografie
- 1986: Kärleken är evig
- 1987: Dansa i neon
- 1987: Talking in Your Sleep
- 1989: My Name
- 1991: A Woman’s Gotta Do What a Woman’s Gotta Do
- 1993: Fantasy
- 1994: Lena Philipsson
- 1997: Bästa vänner
- 1998: Hennes bästa
- 2004: Det gör ont en stund på natten men inget på dans
- 2005: Jag ångrar ingenting
- 2008: Dubbel
- 2012: Världen snurrar
- 2015: Jag är ingen älskling
- 2020: Maria Magdalena